# Robert Cossy
Robert Cossy (* 22. Februar 1861 in Aigle; † 22. Mai 1920 in Lausanne; reformiert; heimatberechtigt in Aigle, Ollon und Rivaz) war ein Schweizer Politiker (FDP).

## Biografie
Robert Cossy wurde als Sohn des Chirurgen und Gründers des Hotels «Les Salines de Bex» Jules Cossy und der Augustine Marie Louise, geborene de Loës, Enkelin des liberalen Politikers Auguste de Loës, geboren. Cossy belegte zwischen 1880 und 1884 ein Studium der Rechte an der Universität Lausanne, das er 1884 mit dem Lizentiat beendete.
Nach dem Erwerb des Anwaltspatents im Jahr 1886 war der Weinbergbesitzer Cossy zwischen 1887 und 1893 als Anwalt in Aigle tätig. Daneben diente er in der Schweizer Armee in der Funktion eines Artillerieobersten. Zudem leitete er während des Ersten Weltkriegs die Durchreise von Kriegsverwundeten und -gefangenen.
Er war verheiratet mit Alice, der Tochter des Arztes und Mitglieds der eidgenössischen Gesundheitskommission Philippe de La Harpe. Robert Cossy verstarb am 22. Mai 1920 drei Monate nach Vollendung seines 59. Lebensjahres in Lausanne.

## Politische Laufbahn
Als Mitglied der Freisinnigen Partei gehörte Cossy ab 1890 auf kommunaler Ebene der Legislative im Gemeinderat an. Auf kantonaler Ebene vertrat er seine Partei von 1890 bis 1893 im Waadtländer Grossrat, bevor er im Staatsrat, dem er bis 1920 angehörte, zunächst das Militärdepartement, anschliessend das Justiz- und Polizeidepartement leitete. Nach den Parlamentswahlen 1917 nahm er bis 1920 Einsatz im Nationalrat.